# Gjon Mili
Gjon Mili (28 de novembro de 1904 - 14 de fevereiro de 1984) foi um fotógrafo albanês que desenvolveu sua carreira em Estados Unidos.
Sua infância passou-a em Romênia e com 19 anos transladou-se a Estados Unidos onde estudou Engenharia no Instituto Tecnológico de Massachusetts. Entre 1928 e 1938 esteve a trabalhar na Westinghouse Electric realizando investigações sobre iluminação.
Em 1937 conheceu a Harold Eugene Edgerton e mediante uma formação autodidacta dois anos depois decidiu dedicar-se de modo exclusivo à fotografia. Suas fotografias mais conhecidas são estudos de movimento, em muitos casos relacionadas com o emprego do estroboscopio e a fotografia de alta velocidade. A metade dos anos quarenta converteu-se em ayudante de Edward Weston.
Colaborou com a revista Life. Fez diferentes exposições de sua obra como a realizada no MOMA com o título Dancers in Movements (Bailarinos em movimento) em 1942 ou a realizada em Museu das Artes Decorativas de Paris em 1971 ou nos Encontros de Arlés de 1970.
Em 1949, a Life encarrega-lhe uma reportagem sobre Pablo Picasso. Um breve encontro, previsto em quinze minutos, alonga-se e destas sessão de fotos surgem os fisiogramas chamados "desenhos de luz" de Picasso, desenhando no ar com uma pequena fonte de luz, com a técnica conhecida como Light Painting.  O resultado fotográfico expôs-se a princípios dos anos 1950 no Museu de Arte Moderna de Nova York.
Em 1944 dirigiu a curta-metragem titulada Jammin' the Blues e seis anos depois outra titulada Improvisation que tratam sobre o jazz.